# Cabina telefónica roja

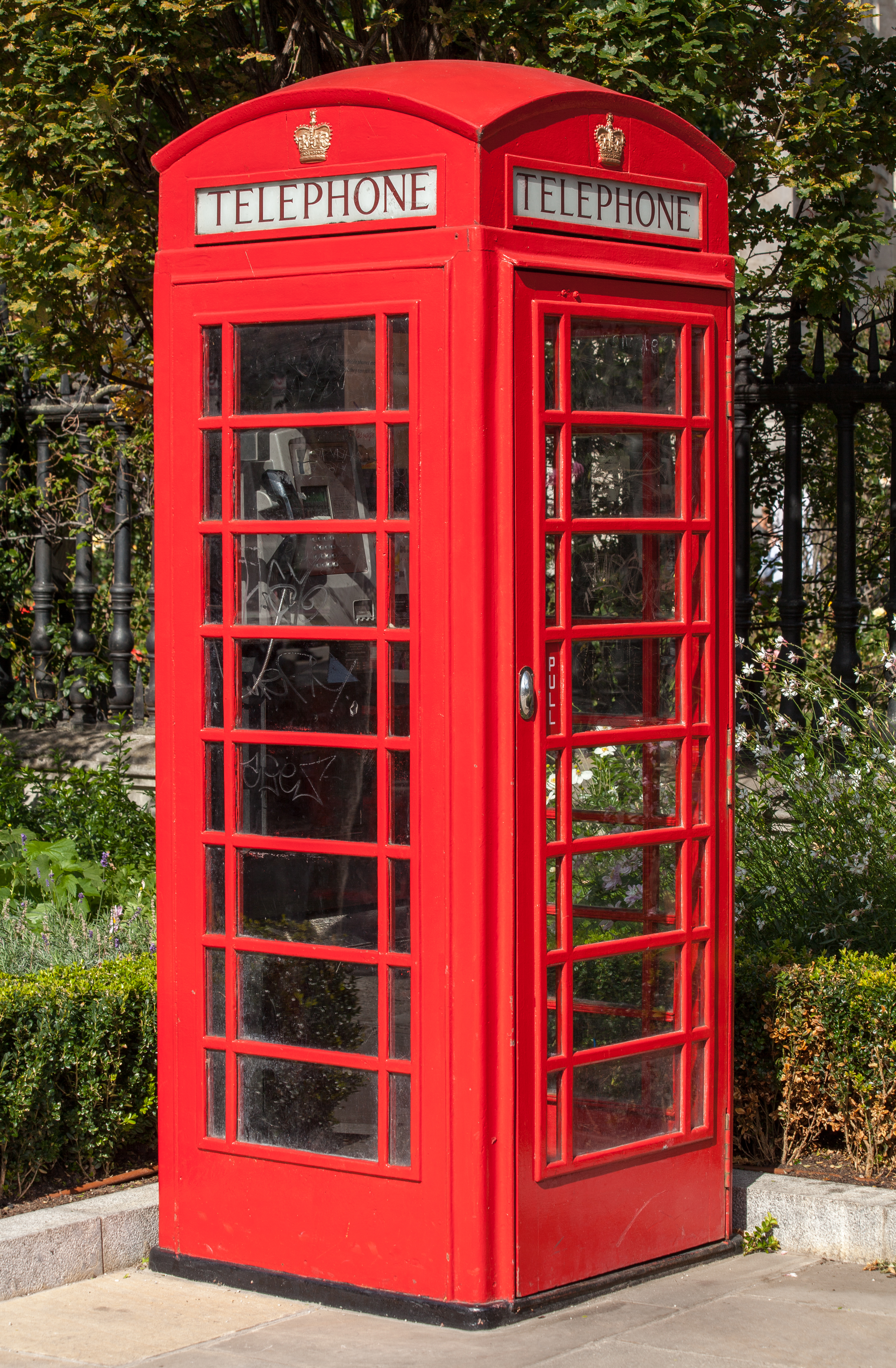
Un ejemplo del modelo de cabina telefónica roja K6 (el más común), fotografiado en Londres en 2012

La cabina telefónica roja (en inglés: red telephone box) es una cabina telefónica pública diseñada por Giles Gilbert Scott, presente en las calles del Reino Unido, Malta, Bermudas y Gibraltar. A pesar de la disminución del número en los últimos años, la cabina telefónica roja tradicional todavía se puede ver en muchos lugares del Reino Unido y en las colonias británicas actuales o anteriores de todo el mundo. Se eligió el color rojo para que fueran fáciles de detectar. A partir de 1926, las fachadas de los quioscos fueron estampadas con una corona, como representación del gobierno británico.
La cabina telefónica roja a menudo se considera un ícono cultural británico en todo el mundo. En 2006, la cabina telefónica K2 fue votada como uno de los 10 principales iconos de diseño de Gran Bretaña, que incluía el Mini, el Supermarine Spitfire, el mapa del Metro de Londres, la World Wide Web, el Concorde y el autobús AEC Routemaster. Aunque la producción de cabinas tradicionales terminó con la llegada de la serie KX en 1985, todavía existen muchos en Gran Bretaña. 